# Łapicze
Łapicze – wieś w Polsce położona w województwie podlaskim, w powiecie sokólskim, w gminie Krynki.

## Historia
W czasach zaborów w granicach Imperium Rosyjskiego, w guberni grodzieńskiej, w powiecie grodzieńskim.
Pod koniec XVIII wieku miejscowość należała do rodu de Virionów herbu Leliwa.
W latach 1921–1939 leżała w Polsce, w województwie białostockim, w powiecie grodzieńskim, w gminie Krynki.
Według Powszechnego Spisu Ludności z 1921 roku we wsi mieszkało 313 osób, 253 były wyznania rzymskokatolickiego a 60 prawosławnego. Jednocześnie 262 mieszkańców zadeklarowało polską przynależność narodową, 47 białoruska a 4 inną. Było tu 56 budynków mieszkalnych.
Miejscowość należała do parafii prawosławnej i rzymskokatolickiej w Krynkach. Podlegała pod Sąd Grodzki w Krynkach i Okręgowy w Grodnie; właściwy urząd pocztowy mieścił się w Krynkach.
W wyniku napaści ZSRR na Polskę we wrześniu 1939 miejscowość znalazła się pod okupacją sowiecką. 2 listopada została włączona do Białoruskiej SRR. 4 grudnia 1939 włączona do nowo utworzonego obwodu białostockiego. Od czerwca 1941 roku pod okupacją niemiecką. 22 lipca 1941 r. włączona w skład okręgu białostockiego III Rzeszy.
W latach 1975–1998 miejscowość administracyjnie należała do województwa białostockiego.
Wierni kościoła rzymskokatolickiego należą do parafii św. Anny w Krynkach.